# Coleophora fagicorticella
Coleophora fagicorticella é uma espécie de mariposa do gênero Coleophora pertencente à família Coleophoridae.